# نسل پنجم کنسول‌های بازی ویدئویی
این مقاله، به معرفی و بررسی تاریخچه کنسول‌های بازی‌های ویدئویی (نسل پنجم) می‌پردازد. در تاریخچه بازی‌های ویدئویی نسل پنجم کنسول‌ها، در فرمانرو کنسول‌های ۳۲-بیتی دسته‌بندی می‌گردند. البته در میان کنسول‌های این نسل، هستند مورادی که این دسته‌بندی را نقض نموده‌اند. نینتندو ۶۴ کنسولی ۶۴-بیتی بود که در حیطه کنسول‌های نسل پنجمی قرار می‌گیرد. پشتیبانی از فضاهای سه‌بعدی در زمینه طراحی بازی، از ویژگی‌های نوینی بود که با ارائه کنسول‌های این نسل، محبوبیت یافته و ادامه یافت. کنسول‌های نسل پنجمی در بازهٔ زمانی ۱۹۹۳ تا ۲۰۰۳ عرضه شدند. سگا سترن سگا در سال ۱۹۹۴، پلی‌استیشن سونی در سال ۱۹۹۴، نینتندو ۶۴ نینتندو در سال ۱۹۹۶، اصلی‌ترین و محبوب‌ترین کنسول‌های عرضه شده در این نسل هستند.

تقسیم‌بندی کنسول‌ها برپایه مقدار توانایی پردازشگر آن‌ها در مقدار بیت پردازش شده، از نسل سوم کنسول‌های بازی رونق یافت. زمانی که ژاپنی‌ها ابتکارعمل را از آمریکا دراختیار گرفتند و بازارهای بزرگی را در این صنعت به خود اختصاص دادند. اما این تقسیم‌بندی، نمی‌توانست تقسیم‌بندی درستی باشد. نمونه بارز آن کنسول نینتندو ۶۴ شرکت نینتندو بود که با پردازشگری قدرتمند، از رسانه کارتریج استفاده می‌کرد. این کنسول با توجه به پردازشگر ۶۴-بیتی خود در برابر هم‌نسل‌های ۳۲-بیتی‌اش، و همچنین نفوذ و تجربه بالای سازنده خود، نتوانست تا بازارهای قابل توجهی را در قیاس با پلی‌استیشن به خود اختصاص دهد. گرچه بازاریابی قوی شکل گرفت اما محبوبیت تنها معطوف به بازاریابی نشد و ویژگی‌های منحصر به‌فرد پلی‌استیشن، همواره یک سد بزرگ دربرابر نینتندو ۶۴ بود.
کنسول‌های این نسل، برای نخستین بار در این عرصه، به شکل گسترده و پیش‌فرض از رسانه لوح فشرده استفاده نمودند.

## مقایسه
| نام                     | آمیگا سی‌دی۳۲                                                                    | ۳دی‌او                                                        | آتاری جگوار | سگا سترن | پلی‌استیشن | نینتندو ۶۴ |
| ----------------------- | ------------------------------------------------------------------------------- | ------------------------------------------------------------ | --- | --- | --- | --- |
| کنسول                   |                                                                                 |                                                              | | | | |
| قیمت در زمان عرضه (USD) | US$۳۹۹٫۹۹                                                                       | US$۷۰۰                                                       | US$۲۵۰ | US$۳۹۹ | US$۲۹۹٫۹۹ | US$۲۴۹٫۹۹ |
| سازنده                  | کمودور اینترنشنال                                                               | پاناسونیک، سانیو و گلداستار                                  | آتاری | سگا | سونی | نینتندو |
| تاریخ عرضه              | - WW: ۱ سپتامبر ۱۹۹۳                                                            | - NA: October 1, 1993 - WW: March ۲۰, ۱۹۹۴                   | - WW: ۱۸ نوامبر ۱۹۹۳ | - NA: May 11, 1995 - WW: July ۸, ۱۹۹۵ | - NA: September 9, 1995 - EU: September 29, 1995 - WW: November ۱۵, ۱۹۹۵ | - NA: September 29, 1996 - WW: March ۱, ۱۹۹۷ |
| پرفروش‌ترین بازی‌ها       | زوول, نامشخص                                                                    | بازگشت آتش, نامشخص                                           | Alien vs Predator, نامشخص | Virtua Fighter ۲, ۱٫۷ million in Japan | گرن توریسمو, ۱۰٫۸۵ میلیون shipped (as of April 30, 2008) | سوپر ماریو ۶۴, ۱۱٫۶۲ میلیون (as of May 21, 2003) |
| رسانه                   | لوح فشرده (cassette, floppy disk, hard drive (software), data card via add-ons) | لوح فشرده                                                    | Cartridge, (لوح فشرده با افزونه) | لوح فشرده، کارتریج (فقط ژاپنی) | لوح فشرده | کارتریج، (همراه magnetic disk در افزونه نسخه زاپنی) |
| امکانات                 | - Keyboard - Floppy Drive - Mouse - MPEG card                                   | - MPEG cards - FZ-EM256 save memory backup unit - Light guns | - Team Tap (up to 8 players) - JagLink – 2 console networking - CatBox – 8 console networking, additional video output options - Memory Track, for Jaguar CD only | - Arcade Stick - Saturn digital gamepad - ۳D controller - Light guns - Multitap (تا ۱۲ بازیباز) - Sega NetLink – modem and keyboard - Keyboard - Mouse - ۱٫۴۴ MB 3.5" disk drive - DirectLink - MPEG cards - RAM expansion cartridges | - Multitap (تا ۸ بازیباز) - Fishing reel controllers (Bass Landing and Reel Fishing) - Dual Analog Controller - DualShock - GunCon - Jogcon - Konami Justifier - NeGcon - PocketStation - PlayStation Mouse - Analog Joystick - Dance pad - نمایشگر ال‌سی‌دی (for PSOne systems only) - Memory Card - Link Cable | - First party accessories\|Controller Pak - Memory Expansion Pak - Rumble Pak - Memory card - Fishing Reel - Transfer Pak - Nintendo 64DD (فقط نسخه ژاپنی) - Microphone - TiltPak |
| فروش جهانی              | ۱۰۰٬۰۰۰                                                                         | ۲ میلیون                                                     | ۲۵۰٬۰۰۰ | ۹٫۵ میلیون | ١٠٣ میلیون | ۳۲٫۹۳ میلیون |

## پرفروش‌ترین‌ها
| کنسول       | فروش                                         |
| ----------- | -------------------------------------------- |
| پلی‌استیشن   | ۱۰۲٫۴۹ میلیون shipped (as of March 31, 2007) |
| نینتندو ۶۴  | ۳۲٫۹۳ میلیون (as of March 31, 2005)          |
| سگا سترن    | ۹٫۵ میلیون (as of May 4, 2007)               |
| ۳دی‌او       | ۲ میلیون (as of May 4, 2007)                 |
| ویرچل بوی   | ۷۷۰٬۰۰۰ (as of May 4, 2007)                  |
| آتاری جگوار | ۵۰۰٬۰۰۰ (as of May 15, 2007)                 |
| ای‌بی‌پی      | ۴۲٬۰۰۰ (as of May 4, 2007)                   |